# El Paredón
El Paredón è un comune (corregimiento) della Repubblica di Panama situato nel distretto di Ñürüm, comarca di Ngäbe-Buglé. Si estende su una superficie di 109,1 km² e conta una popolazione di 1.060 abitanti (censimento 2010).